# Francisco Sánchez de Castro
Francisco Sánchez de Castro (1847-1899) fue un profesor y escritor español.

## Biografía
Nacido en 1847 en Béjar, fue catedrático de la Universidad Central. Sánchez de Castro, que trabajó como redactor de El Fomento Literario, escribió obras como El veinte y dos de junio, Elegía a la patria (Madrid, 1878), Hermenegildo (drama, Madrid, 1875) , La mayor venganza (drama, Madrid, 1875), Thendis (drama, Madrid, 1878), Cántico al hombre (Madrid, 1879), esta última en palabras de Cejador y Frauca «de tono épico y solemne, pero pesadísimo». También fue autor de unos Apuntes de literatura y bibliografía jurídicas en España (Madrid, 1883) y unas Lecciones de literatura general y española (Madrid, 1887-1980, dos volúmenes). Falleció en 1899.